# (1005) Arago
(1005) Arago ist ein Asteroid des Hauptgürtels, der am 5. September 1923 vom russischen Astronomen Sergei Iwanowitsch Beljawski am Krim-Observatorium in Simejis entdeckt wurde.
Der Asteroid wurde nach dem französischen Physiker und Astronomen François Arago benannt.